# Muntjac de Borneo
El muntjac de Borneo (Muntiacus atherodes) és una espècie de muntiací que només es troba als boscos humits de Borneo, on viu al costat del Muntjac comú. És similar al seu cosí, molt més comú i fa poc foren reconeguts com a espècies separades. A banda de la diferència de color, la seu banyam, que només mesura 7 cm de longitud i són més petits que els del muntjac comú. Els muntjacs de Borneo, mesuren de 50 a 55 cm d'alçada i de 85 a 95 de llargada, pesant uns 13 o 18 kilos. No ha estat àmpliament estudiat i s'ha descrit pobrament en l'inventari espècies.